# 유게 고타로
유게 고타로(일본어: 弓削 幸太郎, 1881년 8월 28일~?)는 일본의 관료이다. 조선총독부 서기관 및 동학무과장, 동종교과장, 동철도부장을 역임했다.
퇴관 후에는 부흥건축조성 주식회사 이사·지배인 및 중앙조선협회 이사, 중앙협화회 이사, 도쿄부협화회 이사를 맡았으며, 종전 이후에는 지바현 농지위원을 역임했다.

## 저서
- 『조선의 교육』(자유토구사, 1923년)
- 『조선을 방문』(죽카시회, 1939년)
- 『조선 시정사』(중앙협화회, 1943년)

## 참고 자료
- 帝国秘密探偵社編 (1930). 《大衆人事録 第3版》. 帝国秘密探偵社. 다음 글자 무시됨: ‘和書’ (도움말); 다음 글자 무시됨: ‘ta’ (도움말)
- 人事興信所編 (1937). 《人事興信録 第11版（下）》. 人事興信所. 다음 글자 무시됨: ‘和書’ (도움말); 다음 글자 무시됨: ‘ji11’ (도움말)
- 人事興信所編 (1941). 《人事興信録 第13版（下）》. 人事興信所. 다음 글자 무시됨: ‘和書’ (도움말); 다음 글자 무시됨: ‘ji13’ (도움말)
- 人事興信所 編 (1948), 《人事興信録 第15版 下》, 人事興信所 다음 글자 무시됨: ‘和書’ (도움말)